# Prise de Mexicali
Révolution mexicaine
Prise de Mexicali, ou bataille de Mexicali, est la première action de la révolution mexicaine menée par les rebelles magonistes contre le gouvernement fédéral de Porfirio Díaz. Sous la direction de Ricardo Flores Magón, un groupe de rebelles s'empare de la ville frontalière de Mexicali, en Basse-Californie le 29 janvier 1911.

## Contexte
Ricardo Flores Magón et son frère Enrique, ont un long passé d'incidents anti-gouvernementaux et pro-socialistes avant la révolte de 1911. Ricardo Flores Magón, chef du Parti libéral mexicain (PLM), qui dirige le parti depuis Los Angeles, choisit le début de l'année 1911 pour lancer une insurrection. Dans tout le Mexique, des conflits éclatent et l'armée fédérale (es) perd des combats. Flores Magón planifie l'invasion du territoire de la Basse Californie du nord et choisit de s'emparer de la petite ville frontalière de Mexicali. L'accès à la frontière permettrait aux forces du PLM de recruter plus facilement des volontaires américains et de réapprovisionner leurs forces. Le choix de Mexicali s'explique également par sa situation stratégique, loin de Mexico et de la présence d'importants contingents de troupes fédérales. Les Magonistas espèrent également s'emparer des revenus perçus par les agents des douanes mexicaines dans la ville.

## Prise de la ville

### La ville de Mexicali en 1910
En 1910, Mexicali, avec un peu plus de 1 600 habitants, est devenue la plus grande agglomération de la Vallée impériale. En termes de population, elle est à égalité avec Ensenada, la capitale du district, qui, depuis 1900, connait une période de déclin économique progressif et dont la haute bureaucratie et l'élite commerciale commence à quitter la capitale du district pour Mexicali ou Tijuana, soit en occupant des postes administratifs, soit en ouvrant des entreprises dans les deux villes. Tijuana ne compte alors que 733 habitants. Et Tecate, y compris ses rancherías, compte environ 800 personnes.
D'après les rapports de Manuel Paez, sous-collecteur des impôts à Mexicali en 1910, on peut déduire que le jeu et la licence sont contrôlés par cinq entreprises seulement : Ben Hodges and Co, Bush and Sivertson, les deux maisons de jeu de Frank Nichols et Angelo Cugnago et la maison close de Lina Lee. Les prostituées, toutes d'origine étrangère, sont divisées en première et deuxième classe et sont au nombre de trente-trois : 23 de première classe et 10 de deuxième classe. Les prostituées de première classe versent au trésor trente pesos par mois chacune et celles de deuxième classe vingt pesos par mois, soit une contribution totale de 890 pesos au trésor. Les prostituées contribuent à hauteur d'environ 25 % des 3 589 pesos et 33 cents que le sous-collecteur municipal recevait chaque mois. Leur contribution mensuelle au trésor municipal du Porfiriato, dans son ensemble, est la plus importante de toutes les entreprises de la localité, qu'il s'agisse de cantinas, des maisons de jeu, ou même de la Colorado River Land Company (es), entreprise de Los Angeles favoriant la colonisation et les investissements dans la région qui contribue à hauteur de 484 pesos par mois au trésor municipal ; viennent ensuite les cantinas et les maisons de jeu qui paient 389 pesos, puis les abatteurs Zaragoza Contreras, Rivera y Lamadrid, Chim Sim, Luis Wong, Lem Toi, qui contribuaient tous à 364 pesos d'impôts pour l'abattage du bétail.
Dans la région de la vallée impériale mexicaine, en 1910, sans compter les cantines et les billards d'Eugenio Olalla dans la ville de Los Algodones, ville qui n'atteignait même pas les deux mille âmes, il y avait 30 cantines appartenant à Francisco L. Montejano - le futur premier président municipal de Mexicali - Ramón Zumaya, Chin Sim, Quong Wing, Lina Lee, Benigno Barreiro, Antonio Victoria, Loreto Ceceña, et des cantines appartenant à Expectación Carrillo.
En février 1910, Cosme A. Muñoz prend les rênes des douanes frontalières de Mexicali, laissant José B. Mota Velasco comme administrateur.

### Préparatifs

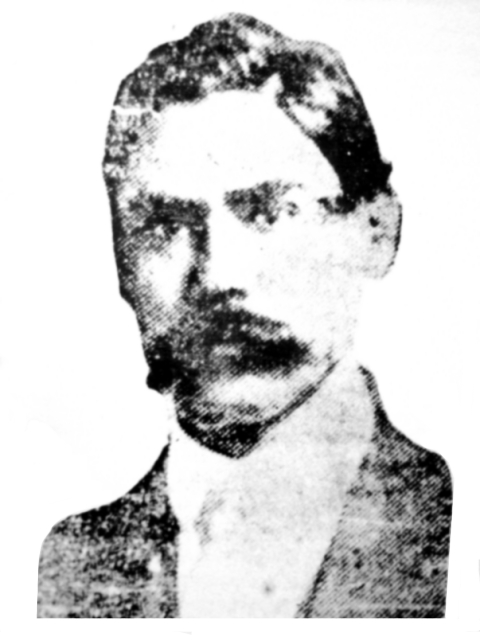
José María Leyva, commandant en chef des forces du Parti libéral mexicain qui prirent la ville de Mexicali en 1911

Le PLM décide de s'appuyer sur José María Leyva (en) et Simón Berthold Chacón (en) comme commandant en second, leur confiant - non sans doutes - la mise au point de l'opération militaire à mener à Mexicali. Le premier était plâtrier de métier et a participé à la grève de Cananea (en) en 1906 ; le second, membre de l'Industrial Workers of the World (IWW), mexicano-allemand né au Mexique qui, très jeune, fut abandonné par ses parents à Sonora et adopté par une femme de la région.

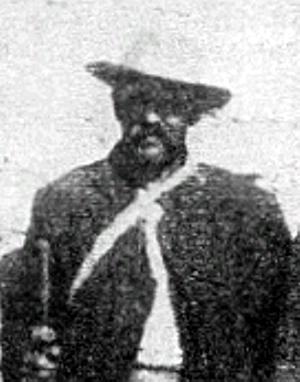
Simón Berthold

Ni Leyva ni Berthold ne sont militaires. Leur seul avantage est de parler couramment l'espagnol, sans accent, et c'est ainsi qu'ils sont désignés pour mettre en oeuvre, à l'autre bout du Mexique, une attaque insurrectionnelle et un credo incompréhensible pour la majorité des habitants de la Basse-Californie et inadmissible pour le Madérisme, dont les dirigeants, pour la plupart, sont des politiciens modérés qui prônent le retour aux principes de base de la Constitution de 1857, cherchant par les armes à renverser un dictateur afin d'établir un gouvernement démocratique, respectueux du suffrage effectif et de la non-réélection, capable d'apporter une certaine justice sociale à leurs concitoyens.
Arrivés à Holtville, en Californie, Leyva et Berthold installent un centre d'opérations militaires à quelques encablures de la Vallée impériale mexicaine et passent plusieurs jours à mettre au point des arrangements avec le canadien de sang indien Stanley Williams, avec Antonio Fuentes et Camilo Jiménez, dont la mission à Mexicali consiste à enregistrer depuis décembre dernier les déplacements du sous-préfet Gustavo Terrazas et de Cosme A. Muñoz, administrateur des douanes, qui commandent la gendarmerie et la garde douanière de la ville.
Le 27 janvier 1911, Leyva et Berthold, accompagnés de deux autres camarades, pénètrent sur le territoire mexicain par la Laguna Salada, où Camilo Jiménez les attend avec un contingent de 12 hommes, composé de métis et de Cucapah (es), et déterrent les 60 fusils Springfield et les 9 000 munitions que Jiménez et ses compagnons avaient précédemment cachés à cet endroit. Ils se dirigent ensuite vers l'est.

### Prise de la ville
Deux jours plus tard, le dimanche 29 à l'aube, ils traversent le Río Nuevo et arrivent à Mexicali. Ils se divisent en trois groupes, préparent leurs armes. Plusieurs habitants de la région, comme Rodolfo L. Gallego, Natividad Cortés et Salvador Orozco, collaborent avec les rebelles, tandis que des membres des familles Ochoa ranchería et Esparza soutiennent la révolution dans un premier temps. Margarita Ortega et sa fille Rosaura, habitantes dans la région également, participent à la prise de la ville, en faisant entrer clandestinement depuis les États-Unis des armes, des munitions et de la dynamite, qu'elles cachent dans la doublure de leurs vêtements. Elles aident également à soigner les blessés.
Un premier groupe se dirige vers la "Casa Amarilla" qui sert de siège au gouvernement de la sous-préfecture et d'habitat au sous-préfet Gustavo Terrazas, qu'ils surprenent en train de dormir avec sa famille. Terrazas est attaché à un poteau devant sa maison, le laissant à la garde des rebelles.
Un autre groupe s'en prend à Cosme A. Muñoz, l'administrateur des douanes, le surprenent, comme le sous-préfet, en train de dormir. Au lieu de l'attacher à un poteau, ils le traînent jusqu'à la guérite fiscale de la ligne frontalière ; une fois arrivés, ils désarment sans plus de difficulté les trois gardes en faction et mettent le feu à la guérite. Ils se redent ensuite aux bureaux des douanes de la rue Melgar et saisissent les 200 dollars qui se trouvent dans la caisse.
Un troisième groupe de rebelles quitte la "Casa Amarilla" pour se rendre à la prison. Arrivés sur place, ils exigent du directeur José Villanueva qu'il leur remette les clés pour libérer les prisonniers, il refuse et est abattu.
Après la prise de la prison, l'événement est terminé, les prisonniers sont libérés et huit d'entre eux rejoignent les Magonsitas.

### Suite
Le chef de la police et dix policiers sont ensuite faits prisonniers ; sept se rendent sans se débattre, on leur enlève leur pantalon et on les laisse franchir la frontière en caleçons ; les trois autres et le chef de la police sont envoyés en prison avec l'administrateur et les douaniers, à l'exception du garde Vicente Sepulveda qui résiste et qui est abattu. La presse californienne a fait le tour du monde avec cette nouvelle.
Cosme A. Muñoz offre aux Magonistas une récompense de 500 dollars pour sa libération. L'offre est acceptée comme un impôt de guerre et il s'enfuit à Calexico, abandonnant ses subordonnés. Les gardiens l'imitent alors et quittent la prison en payant 385 dollars pour suivre les traces de leur supérieur. Le chef de la police rurale et ses trois subalternes sont relâchés peu après avec l'avertissement qu'ils ne doivent pas être vus à nouveau.
Pour Leyva et Berthold, l'idée de libérer les personnes investies d'une autorité et capturées correpond à l'un des points du "Code d'instructions générales" imposé précédemment par le PLM, dont les clauses prévoyaient, entre autres, la protection des étrangers neutres au conflit, la garantie de la sécurité des non-combattants et, pour que la révolte s'autofinance, autorisent la réquisition des biens du gouvernement et l'application de l'impôt de guerre aux fonctionnaires et aux personnes fortunées qui ont manifesté leur opposition. C'est le cas du commerçant Barreiro qui s'est vu infliger une amende de 200 dollars pour avoir eu la langue trop pendue. Walter Bowker, directeur de la California-Mexico Land and Cattle Co. et les contremaîtres gringos de ce super ranch de bétail, filiale de la Colorado River Land Co. ne pensent pas que la règle de la protection des étrangers neutres leur soit appliquée, ils s'enfuient donc à Calexico.
Comme pour Cosme A. Muñoz, l'administrateur des douanes, les Magonistas exigent de Gustavo Terrazas, sous-préfet, la même somme de 500 dollars. Si pour Muñoz cette somme n'était rien pour échapper à la mort, dans le cas de Terrazas il n'en était pas de même. Cela représente un peu plus de 15 mois de loyer de la résidence où se trouvait la sous-préfecture, Jesús Guluarte facturant au gouvernement du district 33 pesos d'or pour le loyer de la "Casa Amarilla" ; pesos dont l'équivalence était similaire à celle du dollar depuis 1900. Rodolfo L. Gallego, qui avait été l'un des habitants de Mexicali à rejoindre la cause libérale, se proposa comme otage pour que Terrazas obtienne la permission d'aller à Calexico pour essayer de récupérer cet argent et sauver sa vie.
Gallego querelleur et ambitieux se découvre, après cette aventure, une vocation militaire. Il rejoint les forces constitutionnalistes et devient plus tard l'un des principaux généraux de la guerre des Cristeros dans les années 1920, appréhendé et abattu par le général Yaqui José Amarillas en mai 1927, dans la ville de San Miguel de Allende, à Guanajuato. La renommée acquise par Gallego au cours de cette guerre influencera dans une certaine mesure le général Abelardo L. Rodriguez, en 1926, alors qu'il était gouverneur, à expulser les pasteurs chrétiens et les prêtres catholiques du district nord.
La plupart des habitants de la ville se rendent à Calexico, en Californie, où ils restent jusqu'en juin.

## Tentative de reprise par Celso Vega

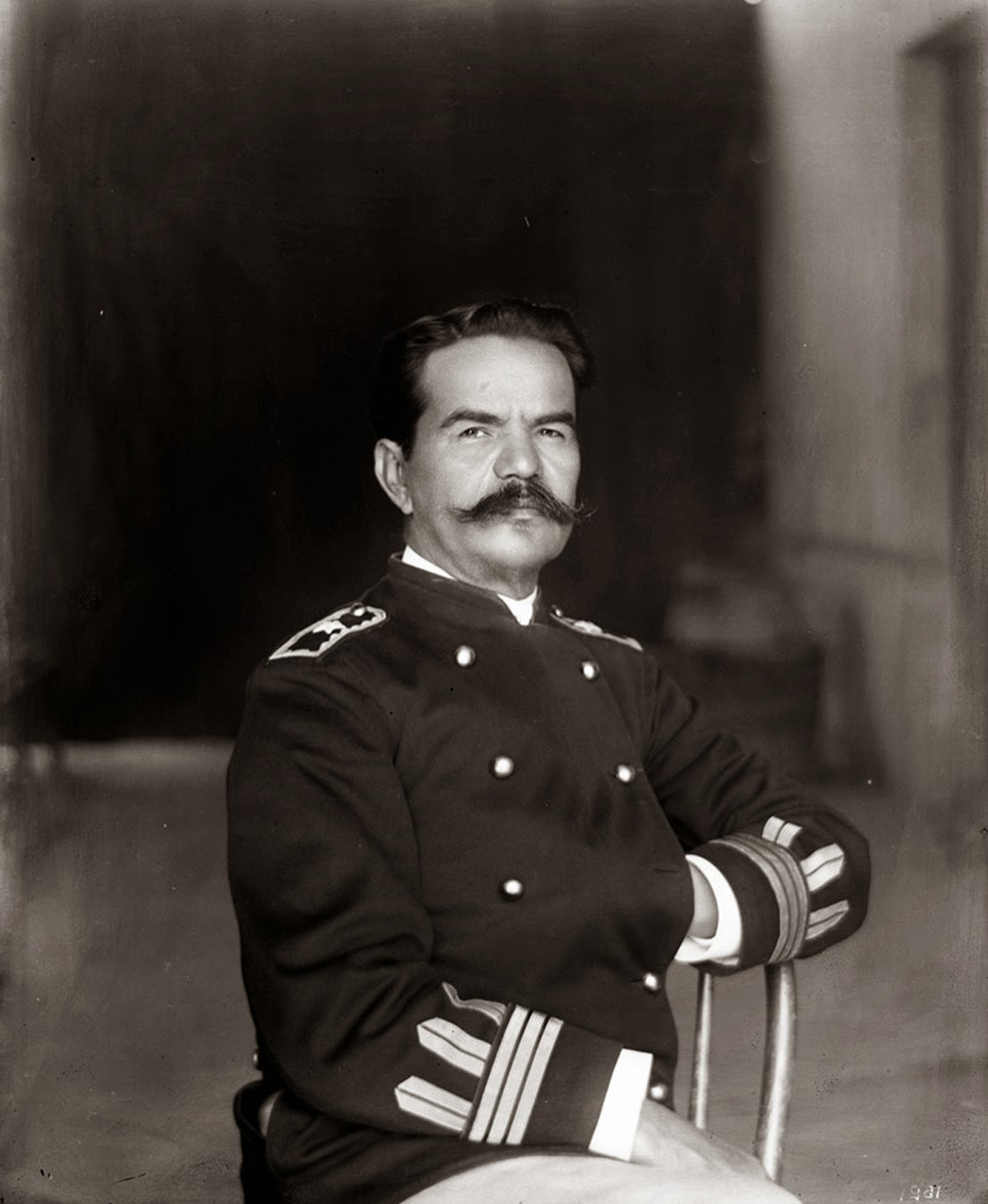
Celso Vega 1906

Le colonnel porfiriste Celso Vega, chef politique et militaire du district nord de Basse-Californie, résidant à Ensenada, organise des militaires et un groupe d'éleveurs volontaires qui offrent leurs services pour attaquer les révolutionnaires qui occupent Mexicali. En cours de route, plusieurs indigènes de la région se joignent aux volontaires. Le 15 février, les troupes commandées par Vega atteignent la périphérie de Mexicali et combattent les occupants de la ville, qui remportent la victoire. Vega est blessé et les troupes, ainsi que les volontaires, se retirent de la zone.

## Conséquences
Après la prise de Mexicali et dans les jours qui suivent, de nombreux combattants, souvent étrangers, rejoignent la révolution, les forces magonistes passent rapidement de dix-huit à près de 500 hommes. La plupart d'entre eux sont américains et membres d'organisations socialistes et anarchistes des États-Unis, et notamment de l'organisation anarchiste Industrial Workers of the World (IWW) comme les wobblies Frank Little et Joe Hill.
La campagne magoniste, commencée à Mexicali, se poursuit vers Tijuana. Les troupes prennent la ville lors de la première bataille de Tijuana (en) le 9 mai 1911 avant d'être défaites juste au sud de la ville lors d'un autre engagement. Vaincus, les rebelles ne détiennent plus aucun territoire et se dissolvent ou s'enfuient en Californie.
De son côté, le gouvernement américain à Calexico et Yuma offrent un soutien militaire au gouvernement mexicain pour protéger les travaux hydrauliques que des ingénieurs américains ont réalisés dans le fleuve Colorado depuis décembre 1910 avec l'autorisation du Porfiriato. Les Britanniques envoient le HMS Shearwater (1900) (en) et le HMS Algerine (1895) (en) pour envahir et occuper San Quintín afin de protéger les intérêts et les biens britanniques contre les Magonistes.